# Gymnocalycium bayrianum

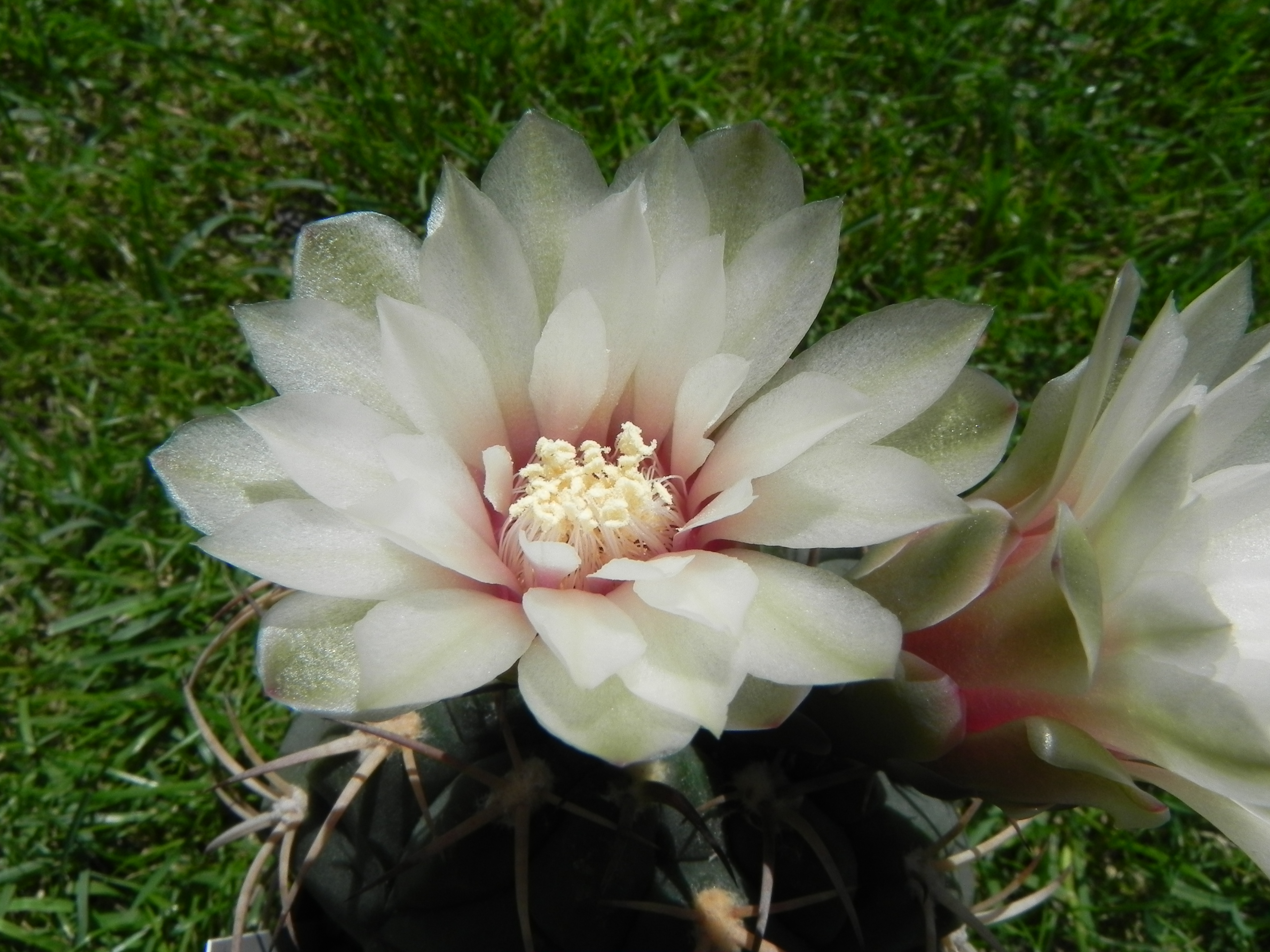
Gymnocalycium bayrianum GN88-69

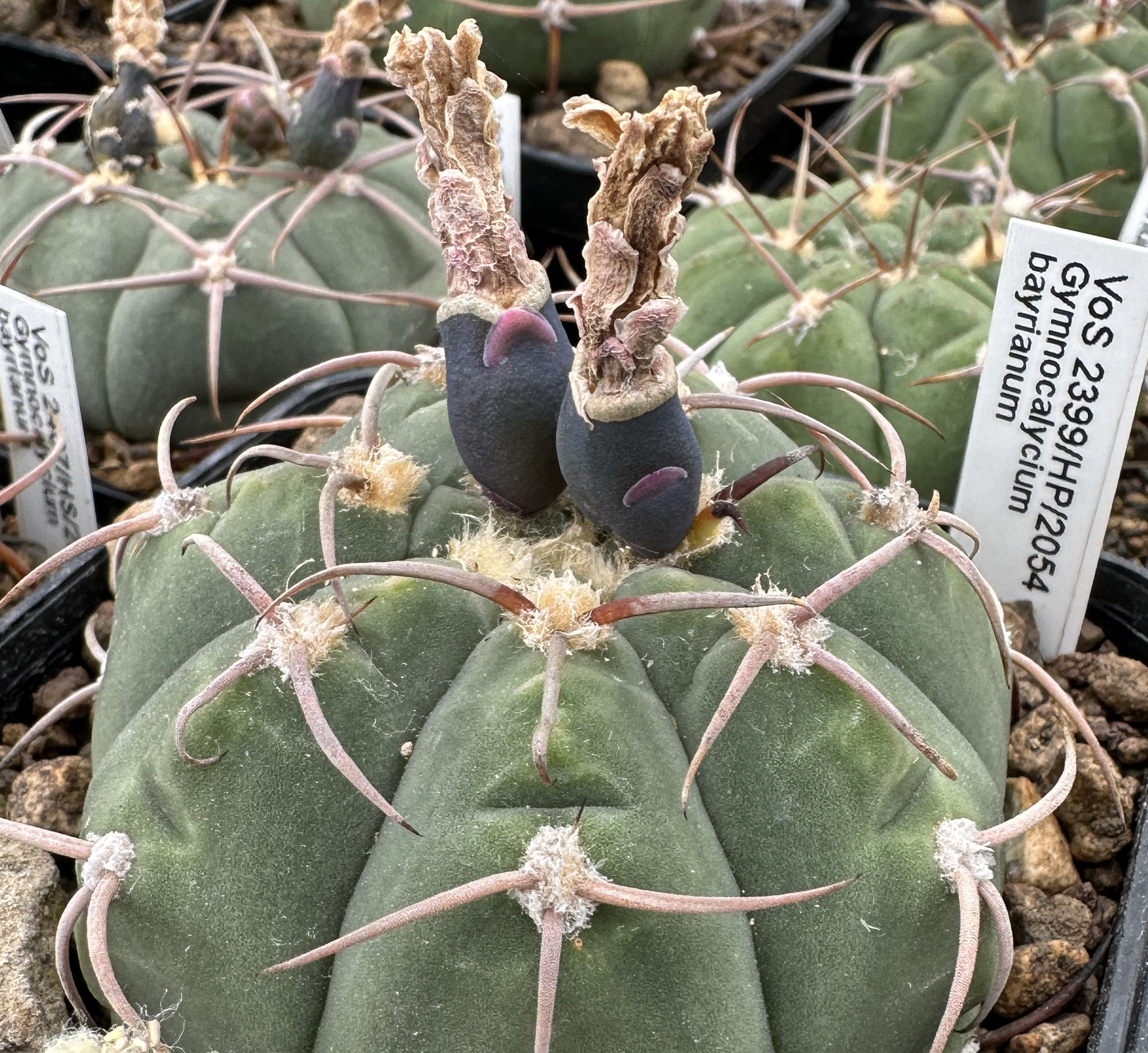
Früchte von Gymnocalycium bayrianum

Gymnocalycium bayrianum ist eine Pflanzenart in der Gattung Gymnocalycium aus der Familie der Kakteengewächse (Cactaceae). Das Artepitheton  bayrianum ehrt Alfred Bayr (1905–1970), einen Kakteenliebhaber und ehemaligen Präsidenten der Gesellschaft Österreichischer Kakteenfreunde.

## Beschreibung
Gymnocalycium bayrianum wächst einzeln mit blaugrünen, rötlich überhauchten, abgeflacht kugelförmigen Trieben und erreicht bei Durchmessern von bis zu 10 Zentimetern Wuchshöhen von 4 bis 5 Zentimeter. Es wird eine große Sprossrübe und eine Pfahlwurzel ausgebildet. Die sechs bis zehn Rippen sind an ihrer Basis breit und flach und oberhalb jeder Areole eingekerbt. Mitteldornen sind meist nicht vorhanden, manchmal wird jedoch einer ausgebildet. Die meist fünf zurückgebogenen, hellbraunen Randdornen besitzen eine dunklere Spitze und vergrauen im Alter. Sie sind bis zu 3 Zentimeter lang.
Die trichterförmigen, cremeweißen Blüten sind bis zu 3 Zentimeter lang und erreichen Durchmesser von 4 Zentimeter. Die graugrünen, bläulich überhauchten Früchte sind verlängert.

## Verbreitung, Systematik und Gefährdung
Gymnocalycium bayrianum ist in den argentinischen Provinzen Salta und Tucumán in Höhenlagen von 1000 bis 1500 Metern verbreitet.
Die Erstbeschreibung erfolgte 1987 durch Hans Till. Ein nomenklatorisches Synonym ist Gymnocalycium spegazzinii subsp. bayrianum (H.Till) Halda (1999).
In der Roten Liste gefährdeter Arten der IUCN wird die Art als „Least Concern (LC)“, d. h. als nicht gefährdet geführt.

## Nachweise